# 克萨韦尔·沙尔文卡
弗朗兹·克萨韦尔·沙尔文卡（德語：Franz Xaver Scharwenka，1850年1月6日—1924年12月8日），波兰血统的德国钢琴家，作曲家，音乐教育家。

## 生平
沙尔文卡生于当时普鲁士波森省境内的一个波兰人家庭，15岁到柏林学习，很快成为一名出色的音乐会钢琴家。在欧洲各地取得成功之后，1881年他创办了自己的钢琴学校。1891年他移居纽约，从事教学，不久后又回到德国，继续主持钢琴学校。

## 成就
沙尔文卡的作品以钢琴为中心，他有很高的旋律天赋，又善于结合民族題材，作品具有辉煌的演出效果和很强的可听性，但由于较缺乏个人特色，故目前演出不多。作为钢琴家，沙尔文卡特别擅长诠释肖邦的作品，他也留下了一些珍贵录音。
沙尔文卡之兄菲利普·沙尔文卡也是一位作曲家，但不及其弟著名。